# The Fighting Chance (film 1916)
The Fighting Chance è un film muto del 1916. Il nome del regista non viene riportato.
La storia è tratta dal romanzo omonimo di Robert W. Chambers. Nel 1920, ne venne fatto un remake con The Fighting Chance, film diretto da Charles Maigne e interpretato da Anna Q. Nilsson e Conrad Nagel.

## Trama
Silvia ha deciso da sempre di sposare un uomo ricco e, quando incontra e si innamora di Stephen, deve combattere contro sé stessa e le proprie convinzioni, perché l'uomo che ama è povero. Stephen, dal canto suo, deve combattere anche lui una dura battaglia, perché è un alcoolizzato, nato in una famiglia di ubriaconi e non riesce a sottrarsi al suo vizio. Silvia non riesce ad aiutarlo perché, pur amandolo, è disgustata dal suo modo di vivere e da tutto quello che lui rappresenta. Alla fine, la donna riuscirà a superare il suo pregiudizio nei confronti della povertà e ad accettare Stephen, aiutandolo così nella sua lotta.

## Distribuzione
Distribuito dalla Mutual, il film uscì nelle sale cinematografiche statunitensi nel dicembre del 1916.